# Куца Марія Іванівна
Марія Іванівна Куца (5 червня 1926, село Миколаївка, тепер Самарівський район Дніпропетровської області — 4 серпня 2002, Дніпропетровська область) — українська радянська діячка, новатор сільськогосподарського виробництва, ланкова колгоспу імені Чкалова Новомосковського району Дніпропетровської області. Герой Соціалістичної Праці (4.03.1949). Депутат Верховної Ради УРСР 3-го скликання.

## Біографія
Народилася в родині селянина-бідняка. Здобула початкову освіту. Трудову діяльність розпочала у колгоспі імені Чкалова села Миколаївки Новомосковського району Дніпропетровської області. Два роки навчалася в колгоспній агрошколі. Була членом ЛКСМУ.
Працювала ланковою колгоспу імені Чкалова села Миколаївки Новомосковського району Дніпропетровської області. Обиралась депутатом і членом виконавчого комітету Дніпропетровської обласної ради депутатів трудящих.
У 1949 році їй було присвоєне звання Героя Соціалістичної Праці за одержаний у 1948 році урожай пшениці 30,3 центнера з гектара на площі 20 гектарів. У 1950 році зібрала урожай кукурудзи 102,3 центнера з гектара на площі 10 гектарів.
З 1951 до 1954 року навчалася в Дніпропетровській трирічній сільськогосподарській школі. У 1959 році закінчила Дніпропетровський сільськогосподарський інститут, агроном.
З 1959 року працювала агрономом у селі Вищетарасівка Томаківського району Дніпропетровської області. З 1971 року — агроном-насінникар колгоспу імені Карла Маркса Нікопольського району Дніпропетровської області.
З травня 1988 року — на пенсії в місті Нікополі та селі Миколаївці Новомосковського району Дніпропетровської області.

## Нагороди
- Герой Соціалістичної Праці (4.03.1949)
- три ордени Леніна (4.03.1949, 9.06.1950, 29.05.1951)
- медалі